# Klister
Klister er et bindemiddel, der typisk består af vand og stivelse, men også andre stoffer kan danne basis for klister. Klister opfattes til tider (mindre korrekt) blot som et andet ord for lim.
Klister kan fremstilles ganske enkelt ved at røre mel op i vand og give det et opkog. Herved sprænges stivelseskornene i melet og stivelsen danner en art slim eller gelé. Holdbarheden er kort, da melklister let angribes af svampe og bakterier. Der kan tilsættes konserveringsmidler. 
Andre kilder til stivelse kan også benyttes, som risstivelse, kartoffelstivelse og majsstivelse. Man kan kemisk modificere cellulose og stivelse, så de kan udrøres koldt til klister. Dette er basis for visse typer af tapetklister. Hvis stivelse opvarmes tørt til henved 200°C, omdannes det til dekstrin (som også findes i det yderste lag på brød). Dette brunlige pulver kan også benyttes til koldt udrørt klister, holdbarheden er god i stærke opløsninger. Gummi arabikum er et naturligt forekommende gummistof, der også kan udrøres i vand til klister. 
Dekstrin og gummi arabikum benyttes som klæbemiddel på klæbepapir, gummierede konvolutter og frimærker. Desuden kan man lave klister af andre plantegummier som f.eks. kirsebærgummi og tragant. Disse bindemidler kan også benyttes i forskellige former for vandfarver, f.eks. akvarelfarver og i fødevareindustrien. Gummi arabikum og kirsebærgummi regnes egentlig som plantelim snarere end klister.
Klister anvendes især til klæbning af papir, fotografier og til opklæbning af tapeter på vægge. Det kan også benyttes til klæbning af skind og tekstil inden for bogbinderiet. Stivelsesklister benyttes til at stive vævet klæde eller færdige dragter under betegnelse appretur. Tidligere har navnet være am(e)dam, der også kunne benyttes i madlavningen.